# Chaon
Chaon är en kommun i departementet Loir-et-Cher i regionen Centre-Val de Loire i de centrala delarna av Frankrike. Kommunen ligger i kantonen Lamotte-Beuvron som tillhör arrondissementet Romorantin-Lanthenay. År 2022 hade Chaon 440 invånare.

## Befolkningsutveckling
Antalet invånare i kommunen Chaon
| Referens: INSEE |